# Сливата
Сли́вата (болг. Сливата) — село в Монтанській області Болгарії. Входить до складу общини Лом.

## Населення
За даними перепису населення 2011 року у селі проживали 206 осіб.
Національний склад населення села:
| Національність   | Кількість осіб | Відсоток |
| ---------------- | -------------- | -------- |
| болгари          | 193            | 94,1%    |
| цигани           | 9              | 4,4%     |
| турки            | 0              | 0%       |
| Всього відповіли | 205            |          |

Розподіл населення за віком у 2011 році:
Динаміка населення: